# Jason Holt
Jason Holt (Edinburgh, 19 februari 1993) is een Schots profvoetballer die doorgaans als centrale middenvelder speelt. Sinds de zomer van 2015 staat hij onder contract bij Rangers FC.
Holt debuteerde op 15 mei 2011 in het shirt van Heart of Midlothian in het betaald voetbal. Met die club verloor hij die dag met 1-2 van Dundee United.